# 킴메르족

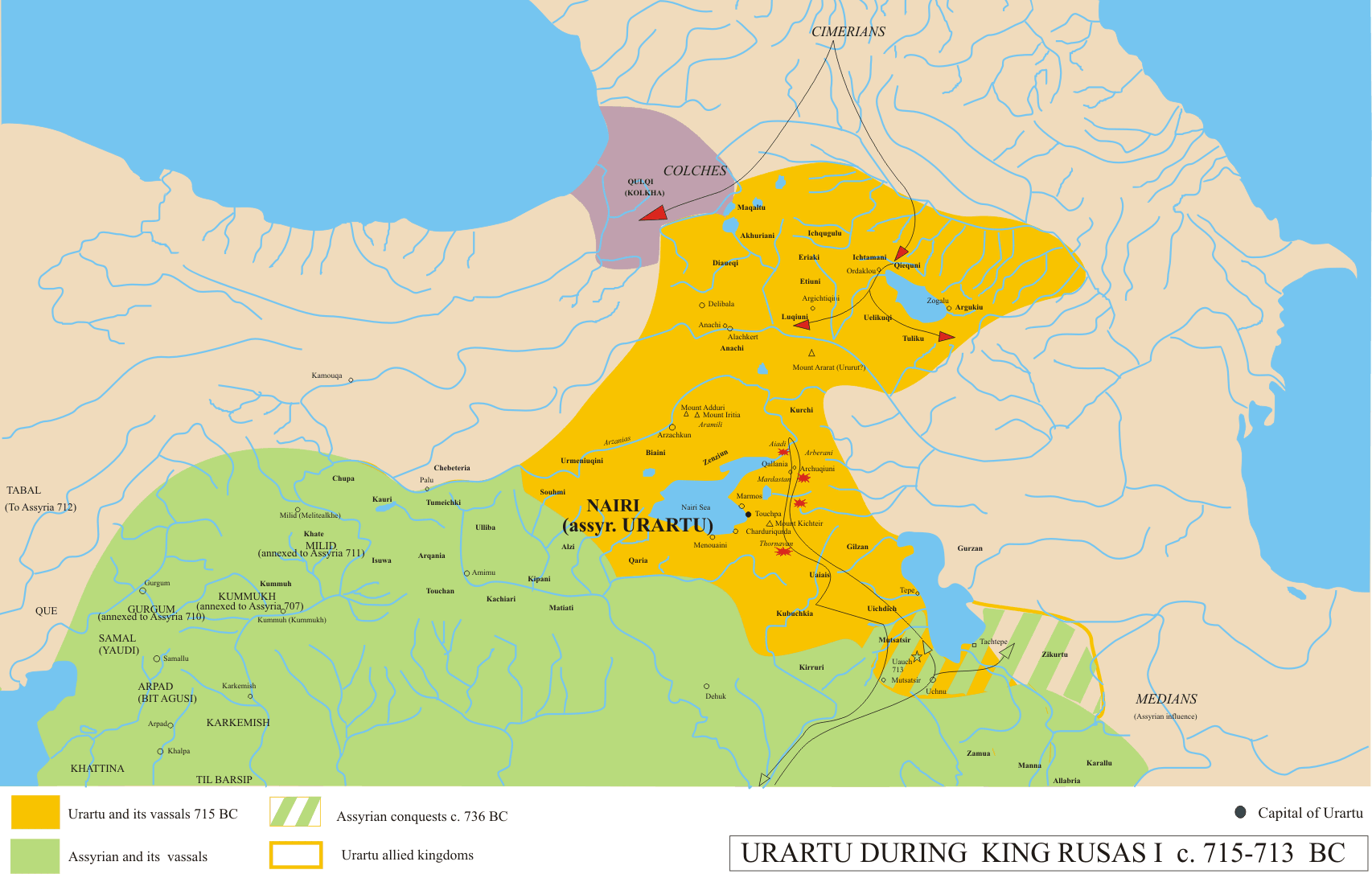
킴메르인의 콜치스, 우라르투(루사스 1세)와 아시리아 침입

킴메르족(고대 그리스어: Κιμμεριοι, 라틴어: Cimmerii)은 고대 유목 민족으로서, 헤로도토스에 따르면 본래 기원전 8세기와 기원전 7세기에 캅카스와 흑해의 북쪽 스텝 지역(현재의 우크라이나와 러시아 남부)에 살다가 나중에 일부가 서아시아 지역으로 남하했다.
이들은 인도유럽계 민족으로서, 제한적인 인명 자료를 통해 본래 스키타이어 등 이란계 언어를 사용했으리라 추정할 수 있으나 소아시아로 이주한 이후에는 아나톨리아어 인명도 나타난다. 스키타이 문화권에 속하였으나 스카타이인과는 구분되는 민족 집단을 이루고 있었으며 나중에 스키타이인에 의해 밀려나고 대체되었다.
그 기원은 스루브나 문화와 관련이 있는데, 이 문화는 그 이전의 지하묘지 문명(기원전 2000년 ~ 기원전 1200년)을 대체한 문화이다. 킴메르인들과 관련된 약간의 비석이 우크라이나와 북 캅카스에서 발견되었는데 이들은 그 후의 스키타이인과 이전의 얌나/케미-오바 비석과 양식에서 차이를 보인다. 이들은 스스로 남긴 기록이 없으며, 대부분의 정보는 기원전 8~7세기의 신아시리아 측의 기록과 기원전 5세기 이후 그리스-로마 측의 역사가들의 기록에 기반한다.

## 역사
- 기원전 721년 ~ 기원전 715년 – 사르곤 2세가 우라르투 근처의 가미르를 언급하였다.
- 기원전 714 – 아시리아와 킴메르에 패배 후 우라르투의 루사스 1세 자살
- 기원전 705 – 사르곤 2세 쿨루무 원정 후 사망
- 기원전 679년/기원전 678년 – 짐미리, 테우쉬파의 지배하에 후부쉬나(카파도키아?)에서 아시리아를 침입.

아시리아의 에사르하돈이 그들을 격파.
- 기원전 676년 ~ 기원전 674년 – 킴메르가 프리기아를 침입하고 파괴. 파플라고니아에 도달.
- 기원전 654년 또는 기원전 652년 – 리디아의 기게스가 킴메르와의 전투에서 사망 사르디스의 약탈
- 기원전 644년 – 킴메르인이 사르디스를 점령하였지만 곧 후퇴
- 기원전 637년 ~ 기원전 626년 – 킴메르, 알리아테스 2세에 패배
- 약 기원전 515년 – 킴메르의 마지막 역사적 기록. 다리우스의 베히스툰 비석

## 같이 보기
- 스키타이